# ペレデルキノ
座標: 北緯55度39分28秒 東経37度21分08秒 / 北緯55.65778度 東経37.35222度

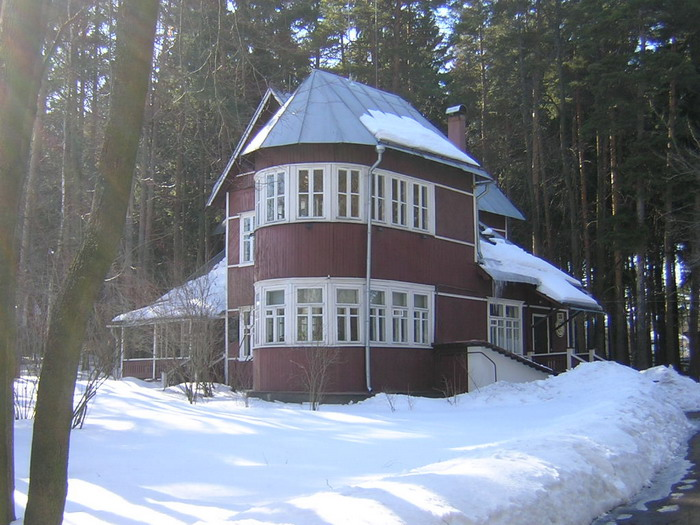
ボリス・パステルナークの旧宅・博物館

ペレデルキノ（ロシア語: Переде́лкино＝ピィリィディェールキナ、英語: Peredelkino）はロシア・モスクワ市の南西、ノヴォモスコーフスキー区にあり、「集落」の地位を持たないダーチャ地域（休暇村）で、園芸・野菜パートナーシップ「ミチュリネ」の一部である。場所はヴヌコフスコエ集落の中にあり、鉄道ではペレデルキノ駅とミチュリネ駅の中間にある。
1933年、ペレデルキノに作家村が誕生した。そこには、ボリス・パステルナーク、コルネイ・チュコフスキー、ヴィクトル・ボコフ、エフゲニー・エフトゥシェンコ、アンドレイ・ヴォズネセンスキー、ブラート・オクジャワ、ベーラ・アフマドゥーリナなどのロシア文学者が時代を経て住んだ。 1988年、ペレデルキノは「歴史的・文化的保護区」に指定された。

## 歴史
この地はレオンティエフ家（ピョートル大帝の母方の親戚）所有のペレデルツィー荘園として始まり、次にドルゴルーコフ家へ、サマリン家へと所有が移ったが、19世紀に鉄道が開通した後にペレデルキノと改名された。 1934年に、御用作家気味のマキシム・ゴーリキーはソビエト連邦作家同盟にこの地域を引き渡すことを提案して、数年以内にペレデルキノにドイツ建築風のコテージ約50軒が作家たちによって建設された。
ペレデルキノに定住した作家たちには、ボリス・パステルナーク、コルネイ・チュコフスキー、アルセニー・タルコフスキー（Арсений Тарковский）---3人全員がここの共同墓地に埋葬された---、イリヤ・エレンブルグ、ヴェニアミン・カヴェーリン、レオニード・レオーノフ、イリヤ・イリフ（Илья Ильф）、フセヴォロド・イヴァノフ（ Всеволод Иванов）、ニコライ・ザボロツキー、ボリス・ピリニャーク、イリヤ・ブリク（Лиля Брик）、コンスタンチン・シーモノフ、アレクサンドル・ファジェーエフ、ミハイル・バフチンがいた。ゲンリフ・ネイガウスの息子のピアニストのスタニスラフ・ネイガウスは、父親が亡くなった後、ペレデルキノで母親とボリス・パステルナークと一緒に暮らした。トルコの詩人ナーズム・ヒクメットは、ソ連で亡命の初期をペレデルキノで過ごした。最近では、エフゲニー・エフトゥシェンコ、アンドレイ・ヴォズネセンスキー、ベーラ・アフマドゥーリナ、ロベルト・ロジェストヴェンスキー（ Роберт Рождественский）、ズラブ・ツェレテリ（Зураб Церетели）もこの地域に移った。
ヨシフ・スターリンの大粛清時期の最も悪名高い出来事のひとつである、作家で劇作家のイサーク・バーベリの逮捕は、1939年5月15日にペレデルキノで行われた。その後、バーベリは自動車でルビャンカ刑務所に連行され、拷問を受け、内務人民委員部に銃殺された。
ミハイル・ブルガコフが書いたペレルイギノは、おそらくペレデルキノのことである。しかし、ブルガコフは彼のペレルイギノは他の作家たちのダーチャ地域があった場所、モスクワ北東郊外のボルシェボのクリャージマとしている。この地域は、ジョン・ル・カレのスパイ小説『ロシア・ハウス』でも取り上げられている。
1988年、チュコフスキーとパステルナークのコテージは記念の家となり、ペレデルキノの地域は「歴史的・文化的保護区」に指定された。 10年後、ブラート・オクジャワのダーチャも博物館として一般公開された。ソ連の崩壊後、ペレデルキノはロシアの新興財閥の人たちに引き継がれて、多くの新しいマンションが近くのノボペレデルキノ地区に建設された。
2005年現在、ペレデルキノの最も顕著な居住者はモスクワおよび全ロシアの総主教アレクシイ2世であった。ルキノの夏の邸宅（元々はドゥ・ボデ男爵のためにロシア・リバイバル様式で建設）は、19世紀に建てられた「救世主の変容教会」に隣接している。アレクシイ2世は2008年12月5日に、そこで亡くなった。
現在ペレデルキノと呼ばれる地域は、3つの行政単位に分かれている。東部はモスクワ西行政区の管轄区域に、北西部はモスクワ州オディンツォフスキー地区の管轄区域に、南西部はモスクワ州レニンスキー地区の管轄区域に属している。
写真集1

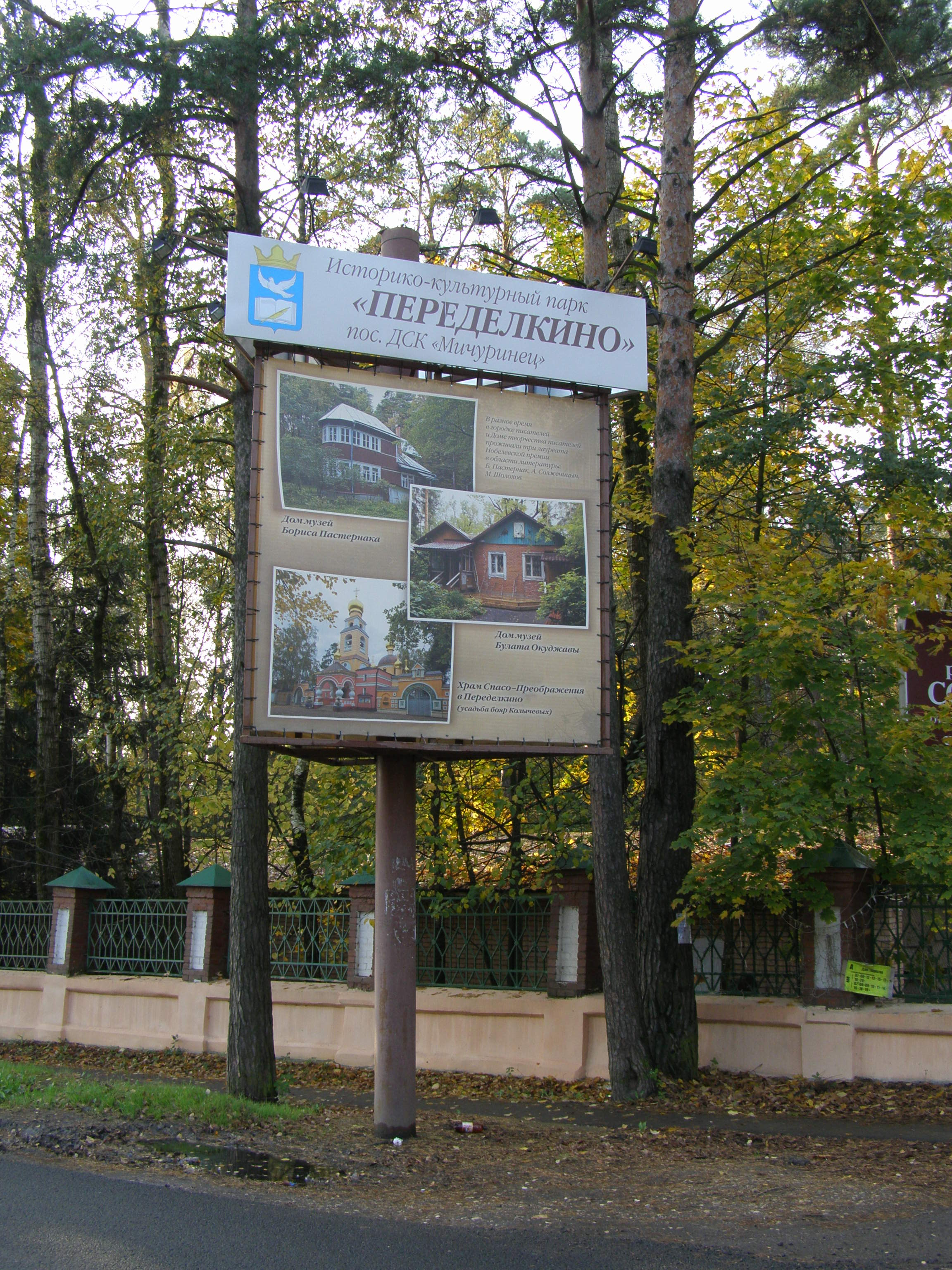
歴史と文化の公園「ペレデルキノ」
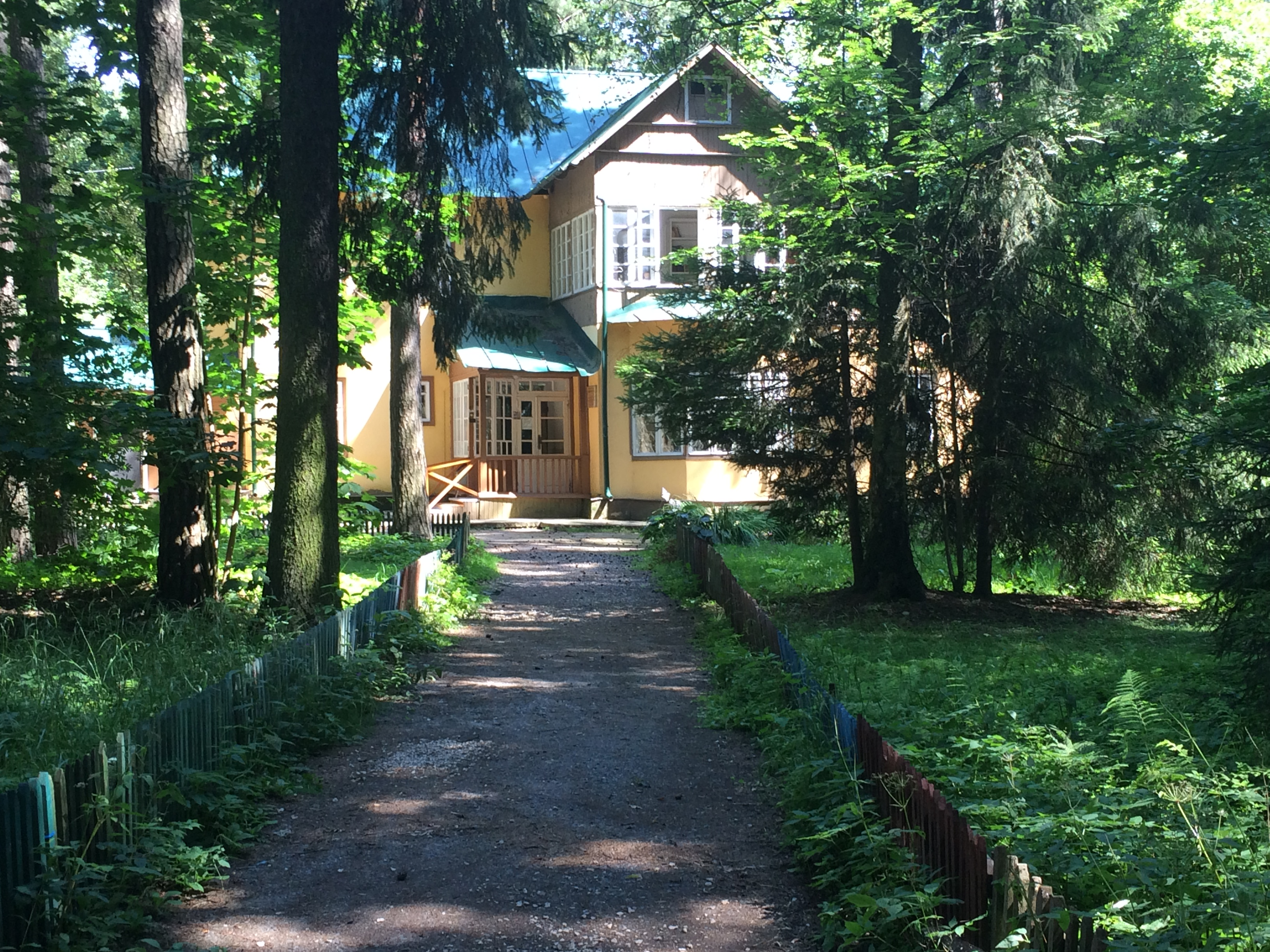
コルネイ・チュコフスキーの旧宅・博物館
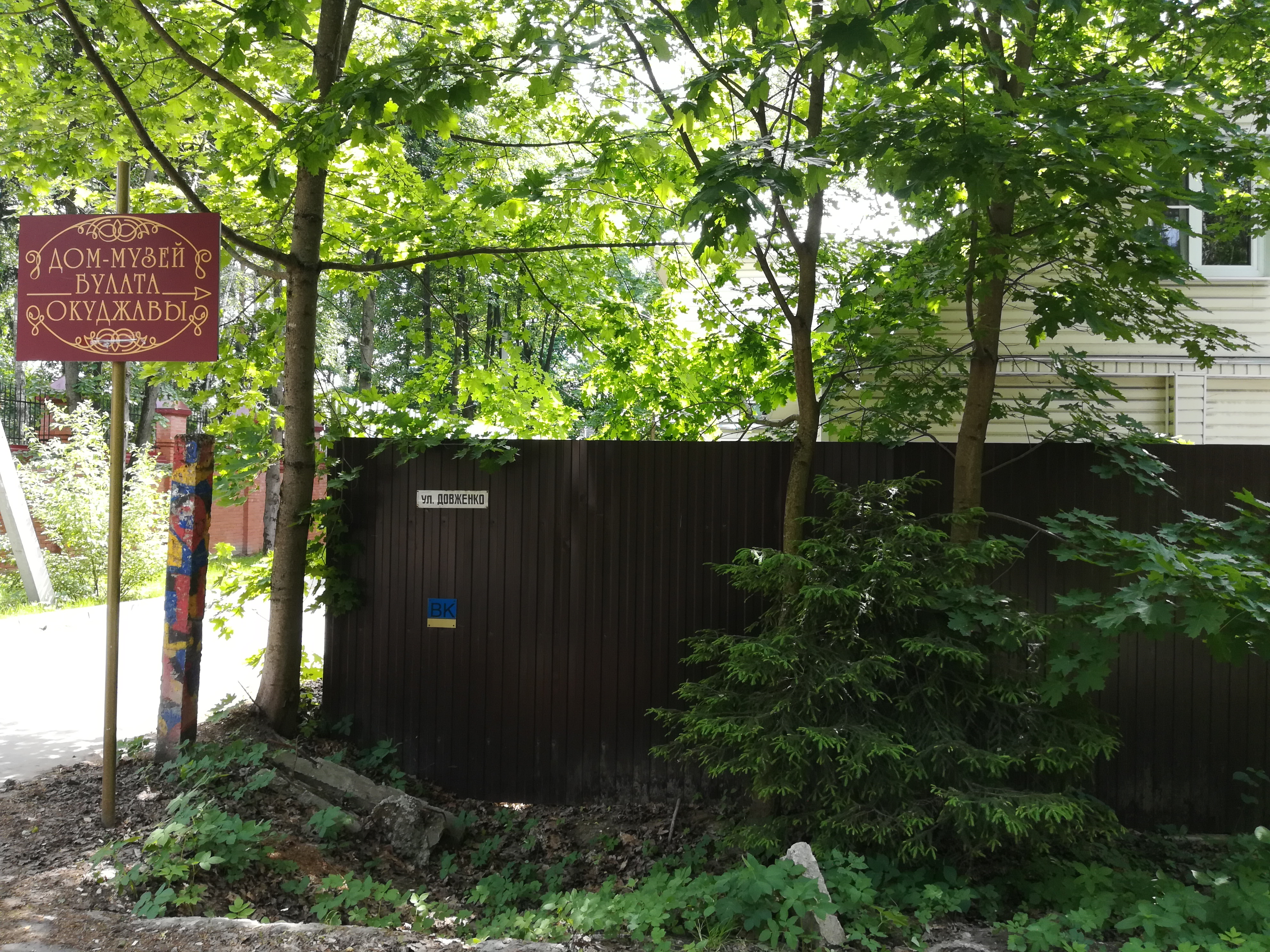
ブラート・オクジャワの旧宅・博物館
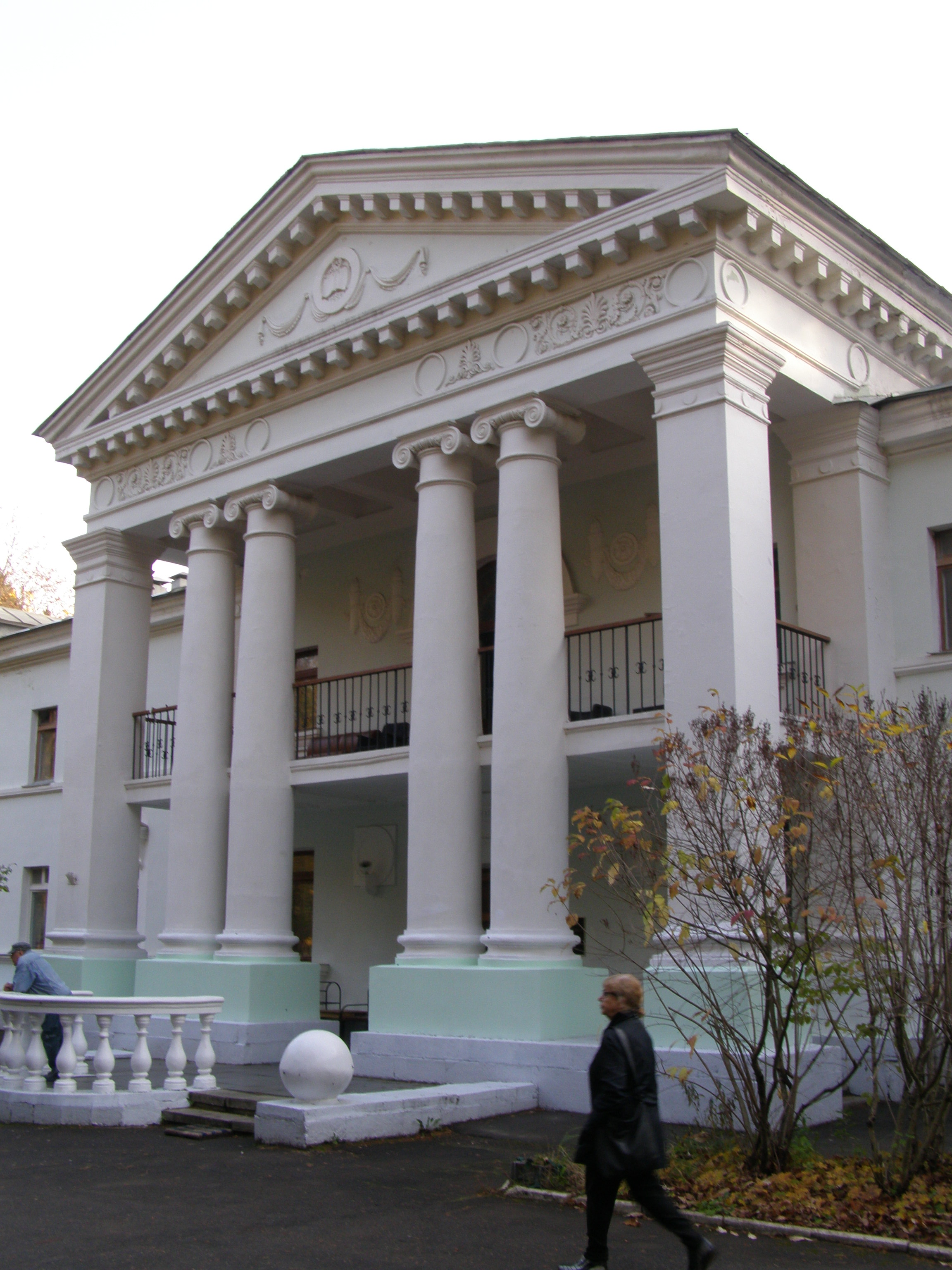
作家活動の家「ペレデルキノ」

## 共同墓地
ペレデルスキノ共同墓地があり、そこにボリス・パステルナーク、コルネイ・チュコフスキーなど多くのロシア文学者が眠る。
写真集2

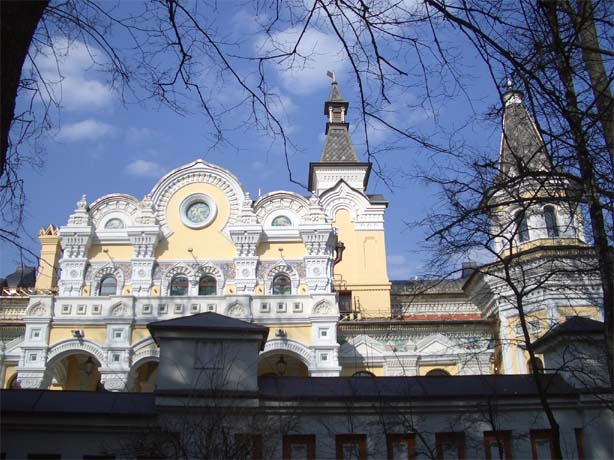
モスクワ総主教のペレデルキノ住居
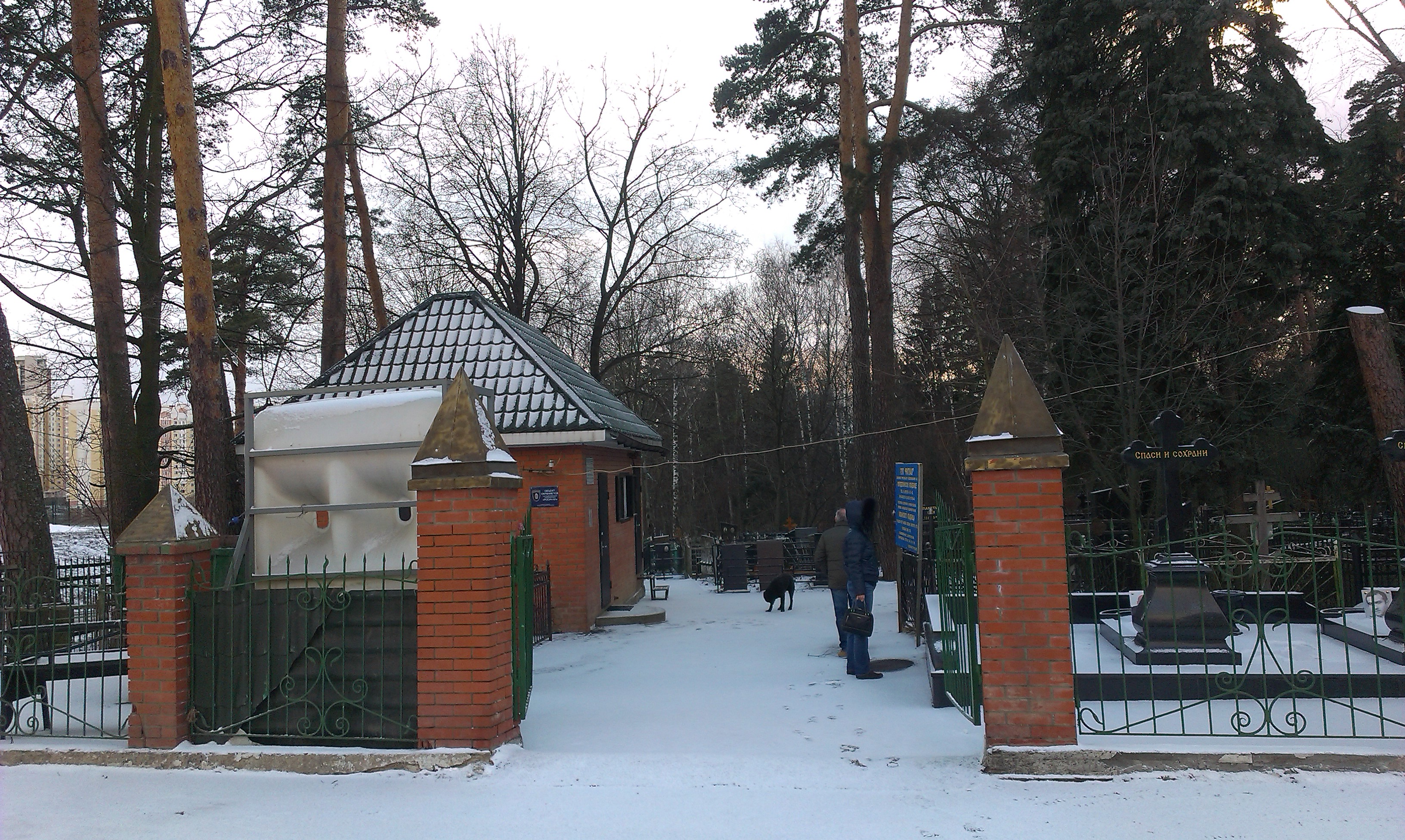
共同墓地。多くの文学者が眠る。
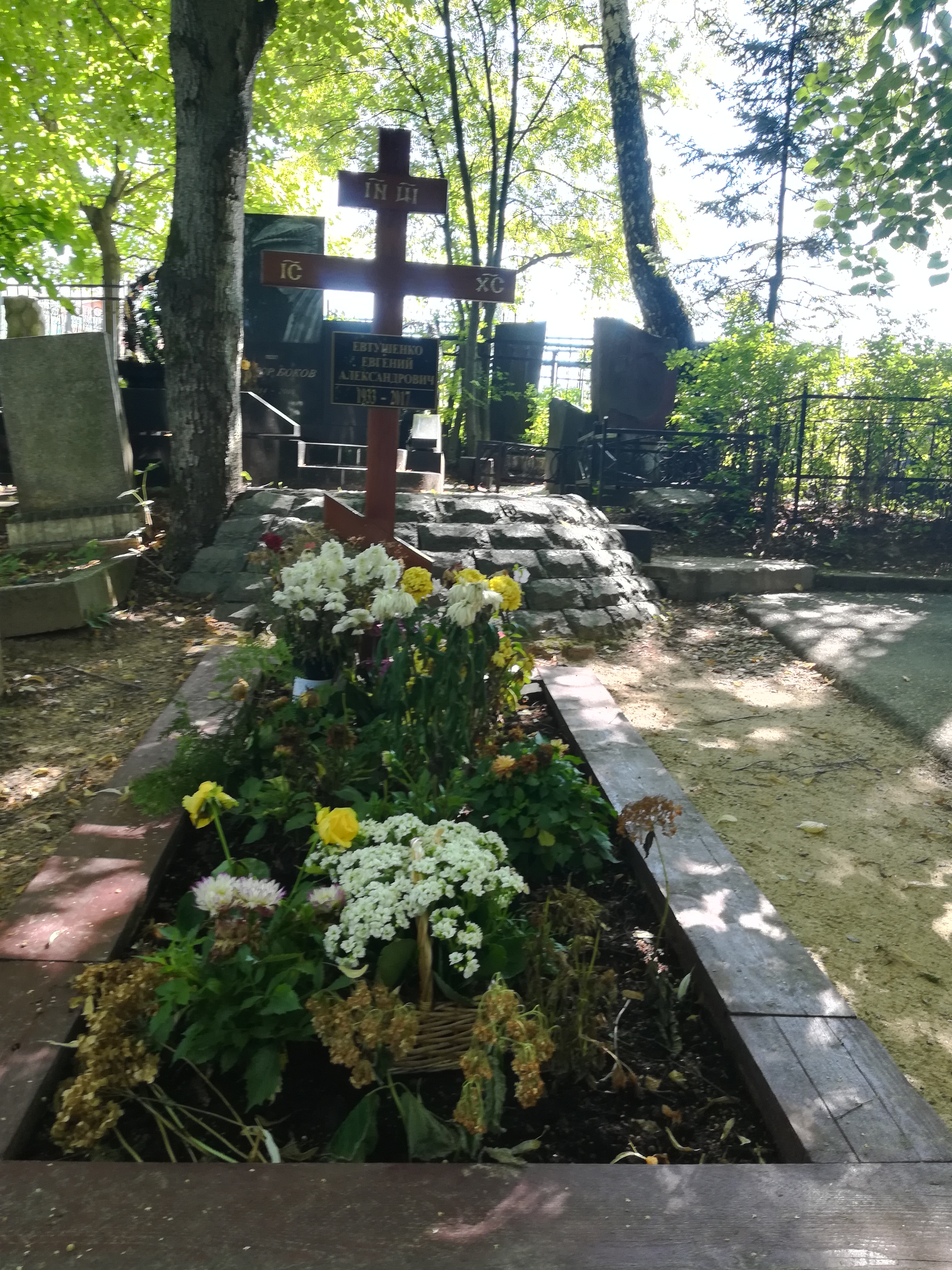
エフゲニー・エフトゥシェンコの墓。

参照
- ノヴォデヴィチ共同墓地 (Novodevichy Cemetery) - アントン・チェホフ、ニコライ・ゴーゴリ、ミハイル・ブルガーコフなどの墓がある
- ヴァガンコヴォ共同墓地 (Vagankovo Cemetery) - ブラート・オクジャワなどの墓がある

## このダーチャ地域の文化
- 1949年 -「秋」（「家を出から家に帰った...」）、ボリス・パステルナークの詩[3]。
- 1965年 - 『聖なる井戸』、ワレンチン・カターエフの小説。
- 1973年 -「ダーチャの小説」、ベーラ・アフマドゥーリナの詩。
- 1989年 - 『ロシア・ハウス』、ジョン・ル・カレのスパイ小説。
- 2003年 -『ミルクの子供』、ユーリ・ポリャコフ（ロシア語）の小説。

## 参照項目
- 芸術村
- ポドリプキ (Подлипки)

モスクワ市東北近郊のポドリプキ（後に大砲工場ができてカリーニングラート、ロケット工場ができてコロリョーフと改名）は、19世紀末からコンスタンチン・スタニスラフスキー、アントン・チェーホフ、ボリス・パステルナーク、ウラジーミル・レーニンなどが滞在したダーチャ地区で、後に閉鎖都市になって文学者はペレデレキノへ移った。